# HD 115404
HD 115404 是一個位於后髮座附近的雙星系統。依巴谷卫星進行的視差測量將系統置於 36 光年或 11 秒差距之外。視星等分別為 6.66 和 9.50。
主星A是一顆K型主序星。它的質量大約是太陽的70%，半徑是太陽的0.76倍。它的伴星是一顆紅矮星(M0.5 V)。它的質量是太陽的54.2%，半徑是太陽的0.55 倍。這兩顆恆星每770年繞軌道運行一次。該系統被認為相當古老，有5.4到135億年的歷史。